# Frökinds härad
Frökind var ett härad mitt i Västergötland, som numera utgör en del av Falköpings kommun. Häradets areal var 114,19 kvadratkilometer varav 114,11 land.(landskapets minsta).

## Geografi
Bygdens enda tätort är Kinnarp.
När Frökinds landskommun bildades 1952 omfattade den samma område som häradet, samt Luttra socken i Vartofta härad. 1974 blev den en del av Falköpings kommun.

## Socknar

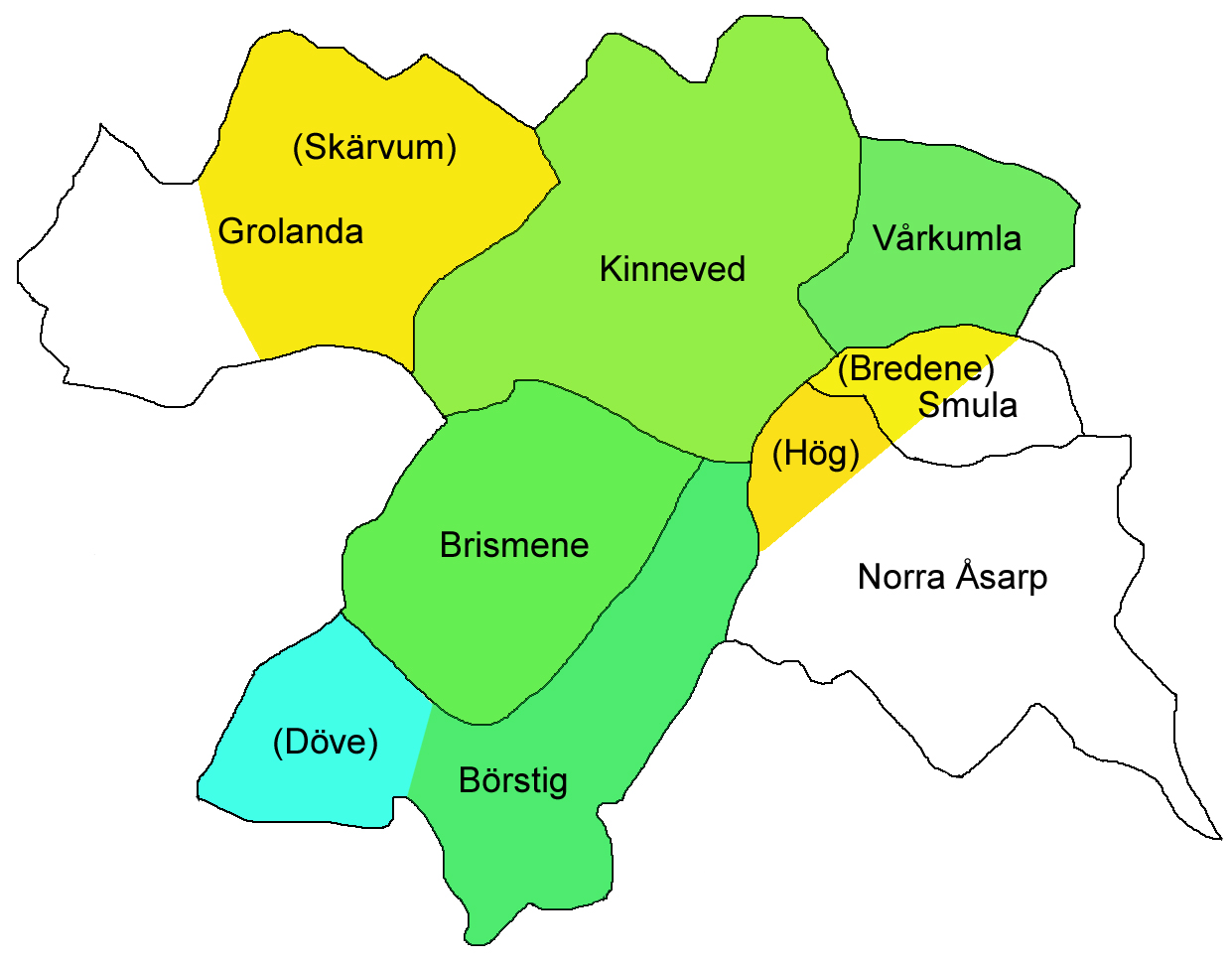

Följande kyrksocknar ingick i Frökinds härad:
- Brismene
- Börstig (före 1887 endast delvis)
- Kinneved
- Vårkumla

Före 1891/1896
- Grolanda (fram till 1896, och endast delvis)
- Smula (fram till 1891, och endast delvis)
- Norra Åsarp (fram till 1891, och endast delvis)

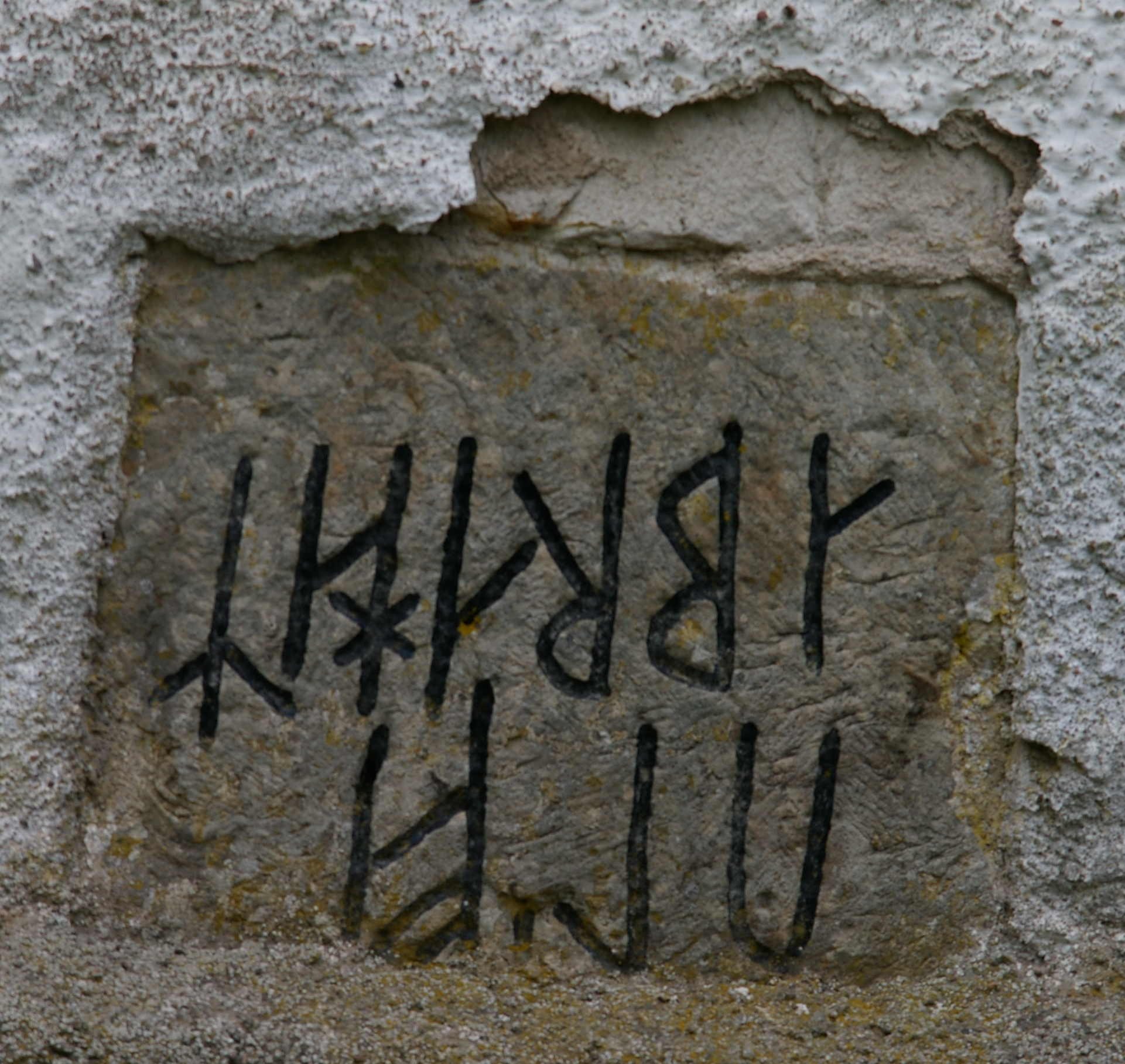
Medeltida runinskrift i Börstigs kyrka.
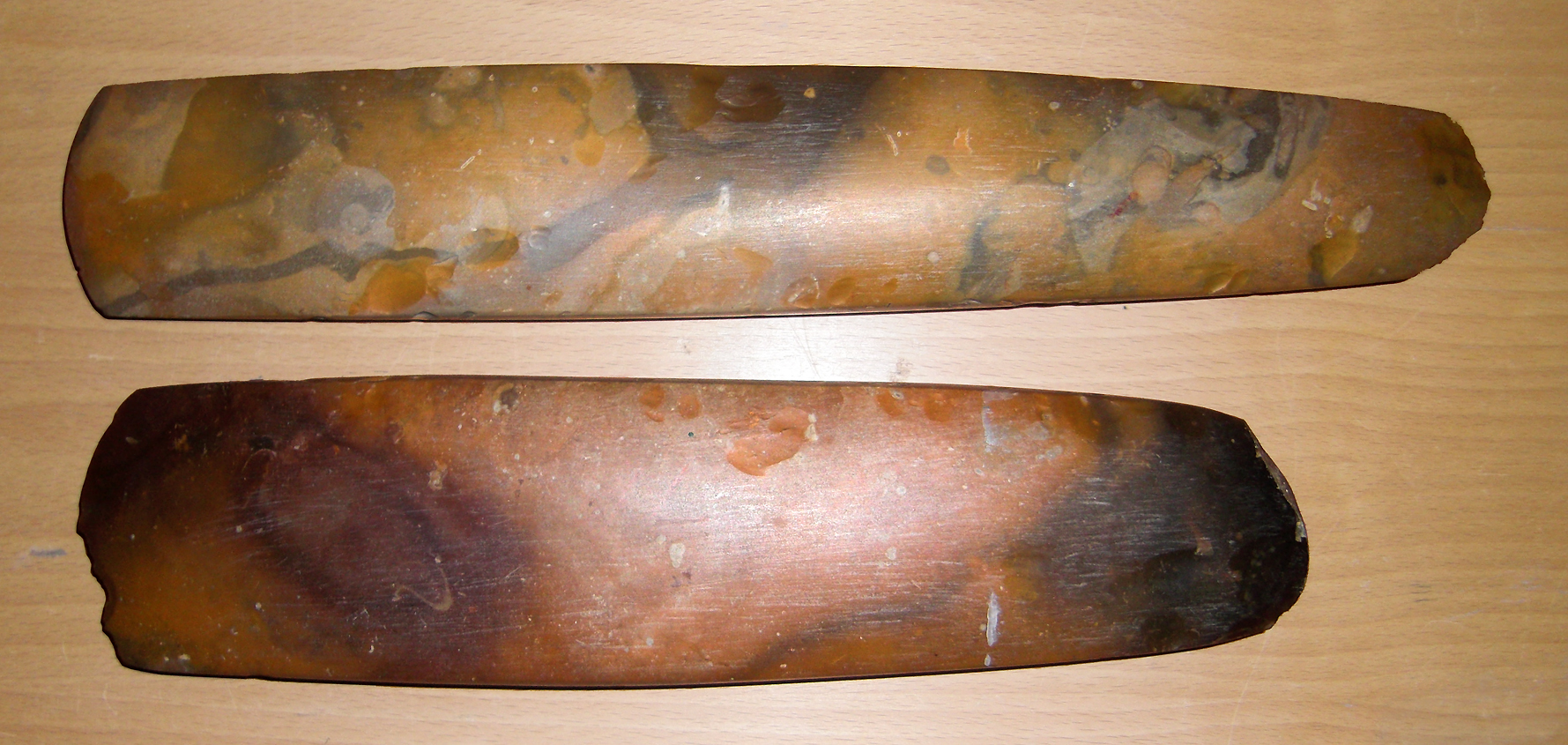
Två tunnackiga flintyxor från den del av Grolanda socken som tillhört Frökinds härad.
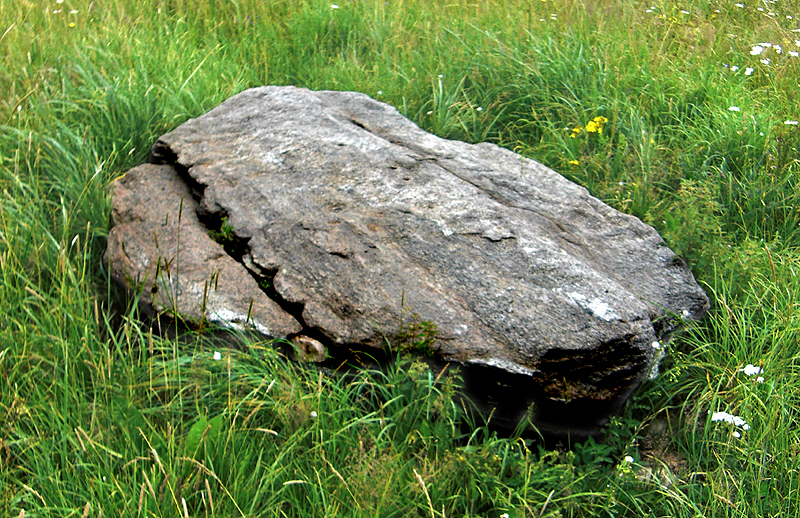
Slutarpsdösen i Kinneved.
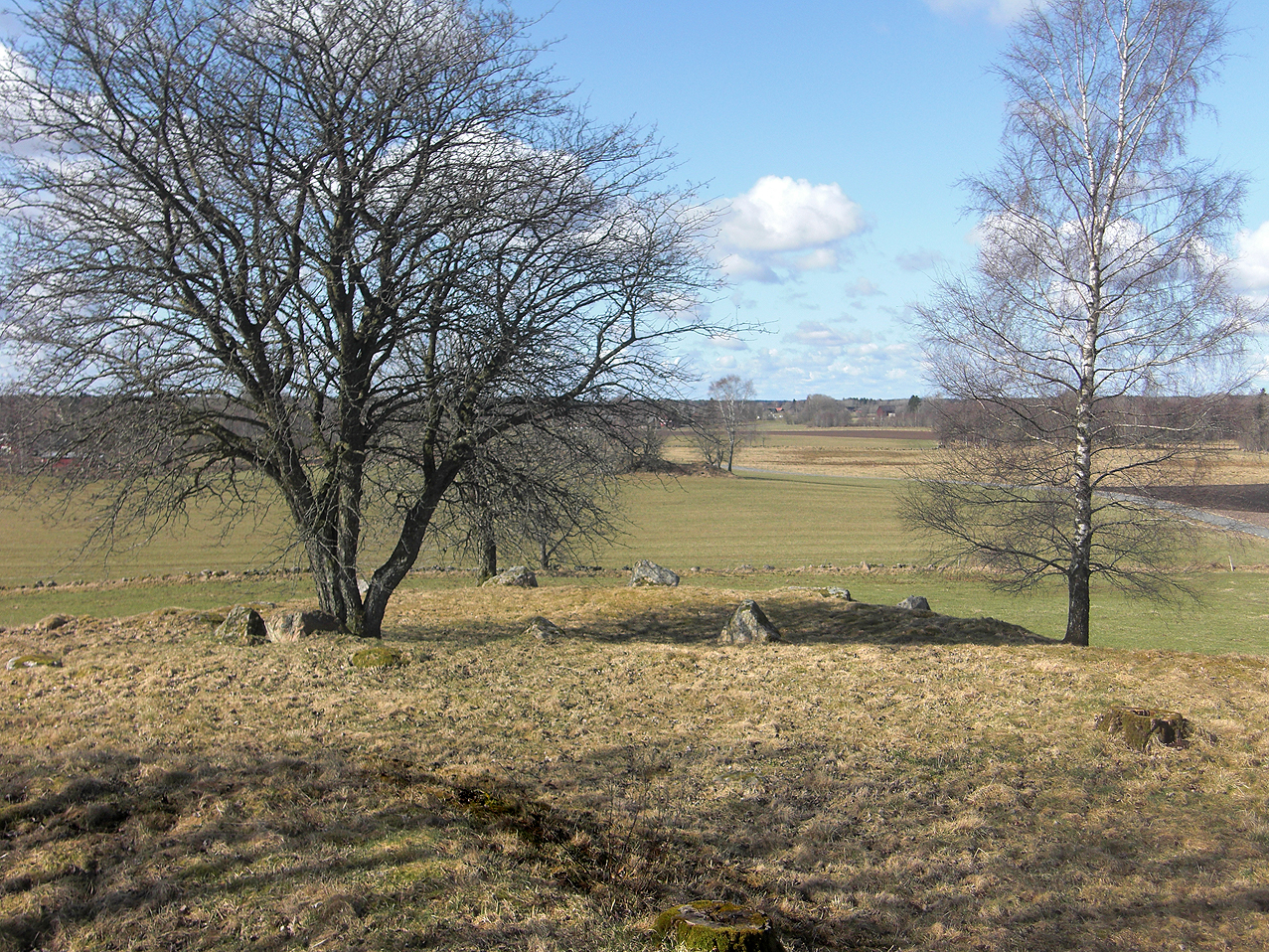
Domarring vid Vårkumla kyrka.
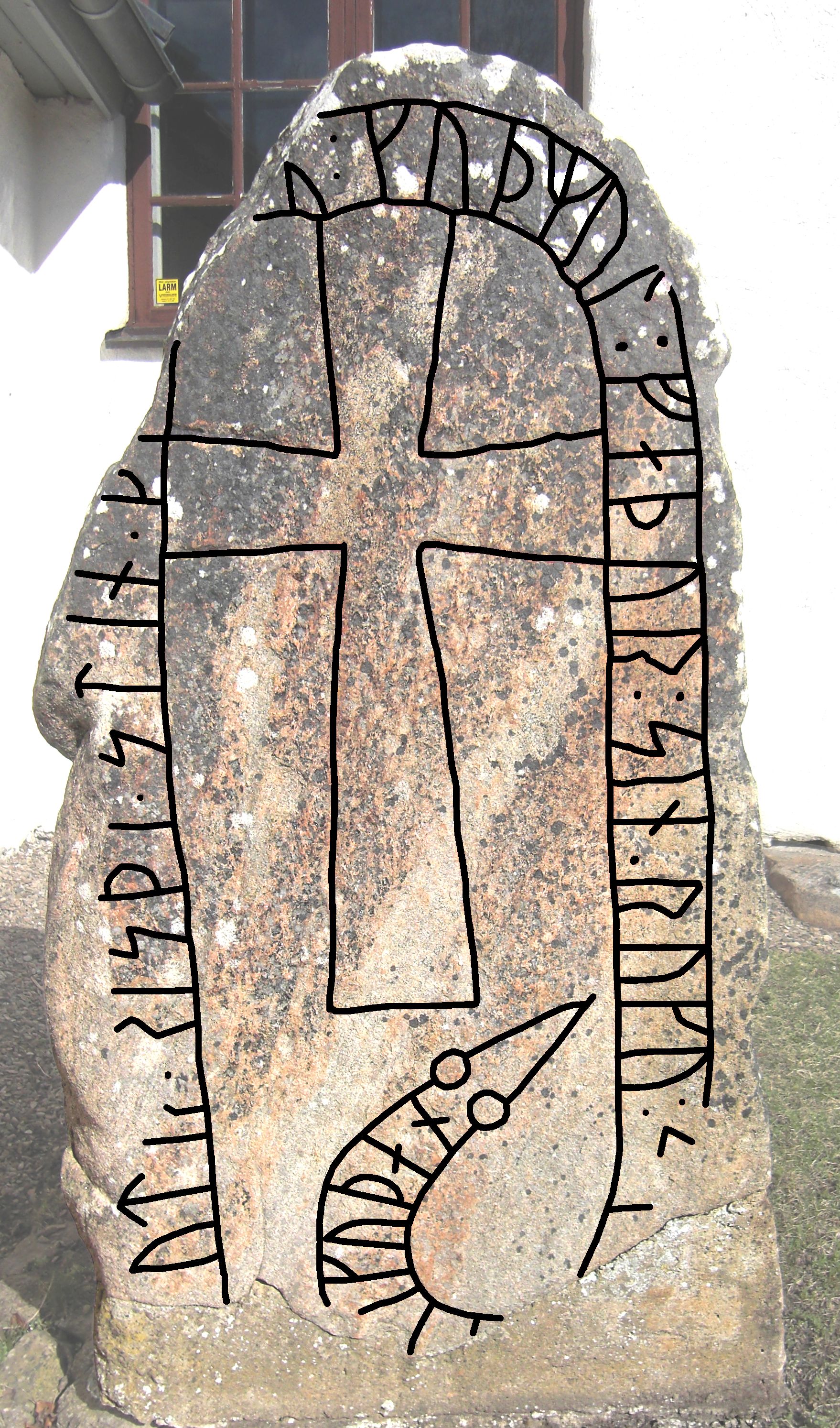
Runsten (Vg 139) vid Vårkumla kyrka.
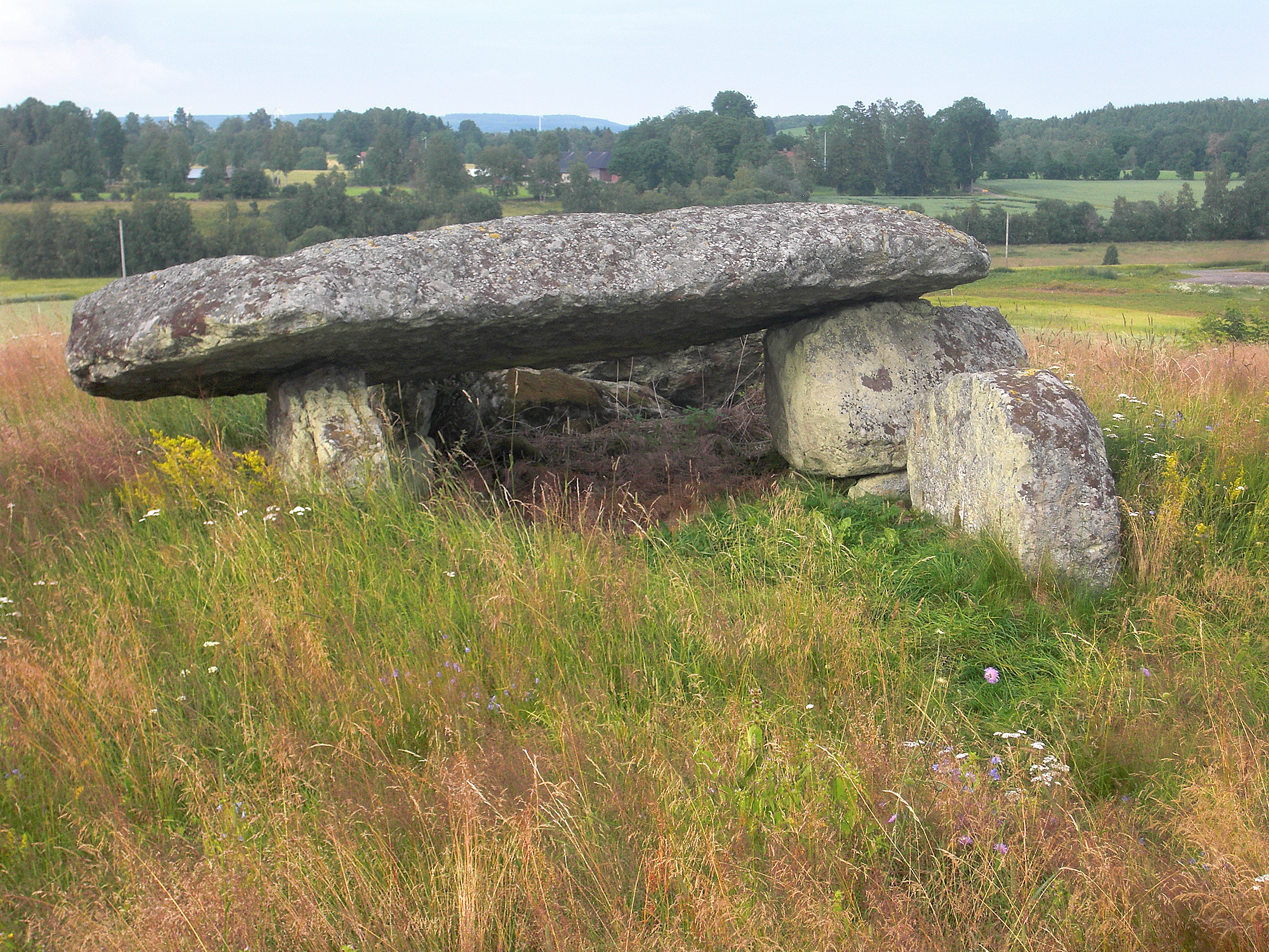
En av Hallabackens gånggrifter i Vårkumla.

## Län, fögderier, domsagor, tingslag, tingsrätter och stift
Häradet hörde mellan 1634 och 1998 till Skaraborgs län, därefter till Västra Götalands län.  Församlingarna i häradet tillhörde Skara stift.
Häradets socknar hörde till följande fögderier:
- 1686-1945 Vartofta fögderi
- 1946-1990 Falköpings fögderi

Häradets socknar tillhörde följande domsagor, tingslag och tingsrätter:
- 1680-1912 Leaby tingslag i
  - 1680-1780 samt 1808-1809 Vartofta, Frökinds, Laske och Barne häraders domsaga
  - 1781-1807 Frökinds, Laske och Barne häraders domsaga'
  - 1810-1970 Vartofta och Frökinds domsaga
- 1913-1970 Vartofta och Frökinds domsagas tingslag i Vartofta och Frökinds domsaga

- 1971-2001 Falköpings tingsrätt och dess domsaga
- 2001-2009 Skövde tingsrätt och domsaga
- 2009- Skaraborgs tingsrätt och dess domsaga

## Personer från Frökinds härad
- Göta-Lena (1802-1865), klok gumma uppvuxen i Kinneved.
- Fredrik Wennersten (1809-1880), kyrkoherde i Kinneved och Vårkumla.
- Frans Westermark (1853-1941), läkare och professor född i Börstig.
- Gustav Hallagård (1887-1967), riksdagsman från Slutarp.
- Maj-Lise Johansson (1915-2001), kristen sångerska född i Börstig.
- Elmer Axelsson (1922-2005), friidrottare född i Kinneved.